# Fodbold under sommer-OL 2008
Fodbold under Sommer-OL 2008 bliver afholdt i Beijing og en række andre byer i Kina fra den 6. til 23. august. Det er 23. gang, at fodbold er på det olympiske program. Nationale fodboldforbund med medlemskab i FIFA inviteres til at stille op med deres kvinders A-landshold og mænds U/23-landshold. Mændenes hold får lov til at tage tre spillere over 23 år med i truppen. 
I dette års lege består mændenes turnering af 16 hold, mens damernes består af 12. De første kampe bliver faktisk spillet to dage før det officielle olympiske program starter (8. august), og finalen spilles på den sidste dag.

## Medaljevindere

### Mænd
| Øvelse: | Guld: | Sølv: | Bronze: |
| Mænd    | Argentina Oscar Ustari · Ezequiel Garay · Luciano Fabián Monzón · Pablo Zabaleta · Fernando Gago · Federico Fazio · José Ernesto Sosa · Éver Banega · Ezequiel Lavezzi · Juan Román Riquelme · Ángel Di María · Nicolás Pareja · Lautaro Acosta · Javier Mascherano · Lionel Messi · Sergio Agüero · Diego Buonanotte · Sergio Romero | Nigeria Ambruse Vanzekin · Chibuzor Okonkwo · Onyekachi Apam · Dele Adeleye · Monday James · Chinedu Obasi · Sani Kaita · Victor Nsofor Obinna · Promise Isaac · Solomon Okoronkwo · Oluwafemi Ajilore · Olubayo Adefemi · Peter Odemwingie · Efe Ambrose · Victor Anichebe · Emmanuel Ekpo · Ikechukwu Ezenwa · Oladapo Olufemi | Brasilien Diego Alves · Renan · Rafinha · Alex Silva · Thiago Silva · Marcelo · Ilsinho · Breno · Hernanes · Anderson · Lucas · Ronaldinho · Ramires · Diego · Thiago Neves · Alexandre Pato · Rafael Sóbis · Jô |

### Kvinder
| Øvelse: | Guld: | Sølv: | Bronze: |
| Kvinder | USA Hope Solo · Heather Mitts · Christie Rampone · Rachel Buehler · Lindsay Tarpley · Natasha Kai · Shannon Boxx · Amy Rodriguez · Heather O'Reilly · Aly Wagner · Carli Lloyd · Lauren Cheney · Tobin Heath · Stephanie Cox · Kate Markgraf · Angela Hucles · Lori Chalupny · Nicole Barnhart | Brasilien Andréia · Simone · Andréia Rosa · Tânia · Renata Costa · Maycon · Daniela · Formiga · Ester · Marta · Cristiane · Bárbara · Francielle · Pretinha · Fabiana · Érika · Maurine · Rosana · | Tyskland Nadine Angerer · Kerstin Stegemann · Saskia Bartusiak · Babett Peter · Annike Krahn · Linda Bresonik · Melanie Behringer · Sandra Smisek · Birgit Prinz · Renate Lingor · Anja Mittag · Ursula Holl · Célia Okoyino da Mbabi · Simone Laudehr · Fatmire Bajramaj · Conny Pohlers · Ariane Hingst · Kerstin Garefrekes |